# 聖阿爾韋托 (巴拉圭)
聖阿爾韋托（西班牙語：San Alberto），是巴拉圭的城鎮，位於該國東部，由上巴拉那省負責管轄，距離亞松森439公里，面積1,006平方公里，海拔高度185米，主要經濟活動是農業，2008年人口6,242。